# Wojna bananowa
Wojna Bananowa (1964–1969) – walka o dominację w amerykańskim świecie przestępczym, którą zapoczątkował boss Joe Bonanno.
Stał on na czele niewielkiej nowojorskiej rodziny mafijnej (jednej z Pięciu rodzin), którą określano żartobliwie „Bananas” (z ang. bananas – banany) – stąd określenie „Wojna Bananowa”.
Jego śmiały plan przewidywał fizyczne wyeliminowanie najważniejszych bossów świata przestępczego – Carlo Gambino, Tommy Lucchese – szefowie nowojorskich rodzin, Stefano Magaddino z Buffalo i Frank DeSimone z Los Angeles.
W swój plan wtajemniczył Joego Magliocco. Nie przewidział tego, że ten zdradzi plany swojemu zastępcy Joemu Colombo. Następnie Colombo – przestraszony skalą ewentualnego konfliktu – informację tę przekazał Carlo Gambino i Tommy'emu Lucchese.
Sprawę w swoje ręce wzięła Komisja Syndykatu – Bonanno i Magliocco zostali wezwani przed jej oblicze. Bonanno odmówił stawienia się, Magliocco przyznał się do udziału, wyraził skruchę i prosił o przebaczenie (przy okazji został ukarany karą pieniężną w wysokości 50 000 dolarów, zmarł kilka miesięcy później na atak serca, jego miejsce zajął Joseph  Colombo senior).
Bonanno nie miał zamiaru dostosować się do poleceń Komisji. Jego zachowanie i postępowanie rozsierdziło innych bossów.
Późnym wieczorem 21 października 1964 Joe Bonanno został porwany przez dwóch napastników, gdy wychodził ze swojego auta przy Park Avenue. Za porwaniem stał jego krewny – Stefano (Steve) Magaddino, który pełnił rolę pośrednika między nim a członkami Komisji (mimo wszystko nie chcieli się go fizycznie pozbyć, gdyż uważali, że może to doprowadzić do krwawego konfliktu).
W tym czasie pod nieobecność Bonanno przywództwo w grupie objął Gaspar DiGregorio, co z kolei doprowadziło do rozłamu w rodzinie. Jedni stanęli po jego stronie, inni zaś po stronie Billa Bonanno (syn Joego). I tak rozpoczął się ostry konflikt.
Joe Bonanno – potajemnie – pertraktował z członkami Komisji. Zaproponował im, że odejdzie dobrowolnie na zasłużoną emeryturę, ale zażądał jednak tego, aby jego syn Bill pozostał nowym bossem rodziny. Na to nie mogła zgodzić się komisja (wiedzieli, że postawienie Billa na czele rodziny umożliwi Joemu zachowanie kierownictwa nad nią).
Po blisko dwóch latach Joe Bonanno wrócił z „niewoli” (zwolniony przez Magaddino), ale zamiast przystać na ustalenia z Komisją (miał wrócić do Nowego Jorku i zaakceptować wybór DiGregorio na nowego szefa), ponownie gdzieś zniknął. Był to znak dla pozostałych bossów, że Joe nie zamierza przestrzegać ustaleń.
DiGregorio nie był w stanie przywołać Joego do porządku (próbował go dopaść razem z jego poplecznikami – strzelanina na Troutman Street na Brooklynie, grudzień 1966 roku, nikt nie zginął i nie odniósł obrażeń), przez co stracił stanowisko bossa (został zdegradowany, ale przeżył). Jego miejsce zajął Paul Sciacca, ale i jemu nic się nie udało, dochodziło wprawdzie do strzelanin (ginęli kolejni gangsterzy po obu stronach), ale problem nie został rozwiązany. Sciacca został również zdegradowany ze stanowiska ok. 1970 roku.
Życie w ciągłym stresie spowodowało, że Joe Bonanno w 1968 roku przeszedł zawał serca, zamieszkał w swoim domu w Tucson w Arizonie. Wojna trwała w najlepsze, dochodziło do kolejnych strzelanin (na terenie Brooklynu i Arizony).
W końcu jednak doszło do zawieszenia broni, konflikt został zakończony.
Rodzina Bonanno zachowała swoje wpływy (nowym szefem po degradacji Sciacci został Natale Evola). Po przebytym zawale Joe odszedł – ostatecznie – na rzeczywistą emeryturę (zmarł 11 maja 2002 roku – jako ostatni z pierwszych bossów nowej amerykańskiej mafii powstałej w 1931 roku po słynnej wojnie Castellammarese).
Koniec Wojny Bananowej pozbawił Joego Bonanno nadziei na ostateczne zwycięstwo w walce o dominację w świecie przestępczym.